# Bristowe-Syndrom
Das Bristowe-Syndrom ist ein neurologisch-psychiatrisches Krankheitsbild bei Vorliegen eines Tumors im Corpus callosum.
Die Bezeichnung bezieht sich auf den Autor der Erstbeschreibung aus dem Jahre 1884 durch den englischen Arzt John Syer B. Bristowe (1827–1895).

## Klinische Erscheinungen
Klinische Kriterien sind:
- nachlassende Konzentrationsfähigkeit, Persönlichkeitsstörungen, Psychosen
- nachlassendes Hörvermögen
- kontralaterales Zwangsgreifen (Greifreflexe)
- fortschreitend bis zum Bild einer Hemiplegie
- Apraxie der linken Hand